# 鳥羽月子
鳥羽 月子（とば つきこ、1986年11月28日 - ）は、日本の元女性声優。大阪府出身。

## 人物
アミューズメントメディア総合学院卒業。
2013年6月までAIR AGENCYに所属していた。
2013年6月引退。

## 出演作品

### テレビアニメ
2008年
- ゴルゴ13
- 全力ウサギ（OLウサギ）

2011年
- UN-GO（矢島秋夫）
- マイの魔法と家庭の日（生徒）

### ゲーム
- エヴォリミット
- 蒼穹のスカイガレオン（アタランテ[4]）
- たんていぶ THE DETECTIVE CLUB -暗号と密室と怪人と-
- とある科学の超電磁砲（制裁指導）
- 僕は航空管制官2（CA）

### +Voice
- 吸血姫（屍流）
- 瞳のフォトグラフ（京シオリ）
- マップス ネクストシート（麻生河京）
- 武蔵野線の姉妹（メイド）

### 吹き替え
- セイディmyダイアリー

### 舞台
- 劇団しし座「アトムへの伝言」（マキ）
- プロデュースユニットSだゅん「大きな木の下で」（和子）